# Marc-André Ladouceur
Marc-André Ladouceur (* 7. Februar 1983 in Montreal, Québec) ist ein professioneller kanadischer Pokerspieler. Er gewann 2012 das High Roller der European Poker Tour.

## Persönliches
Ladouceur wurde als Sohn von Michel Ladouceur und Charlotte Trottier in Montreal geboren. Er besuchte das Collège Saint-Hilaire und machte an der University of North Carolina in Greensboro einen Abschluss in Finanzwissenschaften. Als Tennisspieler gewann er die regionale Meisterschaft sowie dreimal die Québec Championships im Doppel und erreichte einen 27. Platz bei der kanadischen Meisterschaft. Zudem spielte er Hockey, Baseball und Basketball. Der Kanadier arbeitete als Barkeeper und verdiente mit diversen Sportstipendien Geld. Er besitzt zudem einen Nachtclub in North Carolina. Ladouceur lebt in Montreal.

## Pokerkarriere
Ladouceur spielte von Januar 2007 bis April 2022 online unter den Nicknames pocketpayett (PokerStars und 888poker), pocketpayette (Full Tilt Poker und TitanPoker) und sickspirit (partypoker) und hat sich dort Turnierpreisgelder von mehr als einer Million US-Dollar erspielt. Als FrenchDawg war er bis November 2016 Teil des Team PokerStars.
Seine erste Geldplatzierung bei einem Live-Turnier erzielte Ladouceur im Oktober 2007 in Elizabeth im US-Bundesstaat Indiana. Anfang Juni 2009 war der Kanadier erstmals bei der World Series of Poker (WSOP) im Rio All-Suite Hotel and Casino am Las Vegas Strip erfolgreich und kam bei einem Turnier in der Variante No Limit Hold’em ins Geld. Mitte März 2011 landete er beim Main Event der European Poker Tour in Saalbach-Hinterglemm auf dem 30. Platz und erhielt 7500 Euro. Bei der WSOP 2011 erreichte er beim Main Event den sechsten Turniertag und beendete das Event auf dem mit mehr als 130.000 US-Dollar dotierten 63. Platz. Ein Jahr später hatte er beim Main Event der WSOP erneut einen guten Lauf und schied kurz vor dem Finaltisch auf dem 13. Platz aus. Dafür erhielt er sein bisher größtes Preisgeld in Höhe von über 450.000 US-Dollar. Anfang Oktober 2012 gewann Ladouceur das High-Roller-Turnier der EPT in Sanremo mit einer Siegprämie von 132.400 Euro. Ende August 2014 erreichte er beim EPT High Roller in Barcelona den Finaltisch und beendete das Turnier auf dem sechsten Platz, der mit 168.600 Euro dotiert war. Mitte Januar 2019 belegte der Kanadier beim Main Event des PokerStars Caribbean Adventures auf den Bahamas den achten Platz und erhielt knapp 150.000 US-Dollar. Seine bis dato letzte Geldplatzierung erzielte er Mitte November 2019 auf den Bahamas.
Insgesamt hat sich Ladouceur mit Poker bei Live-Turnieren mehr als 2 Millionen US-Dollar erspielt. Von April bis Dezember 2016 spielte er als Manager der Montreal Nationals in der Global Poker League und gewann mit seinem Team den Titel.